# Proyecto de Investigación Rembrandt

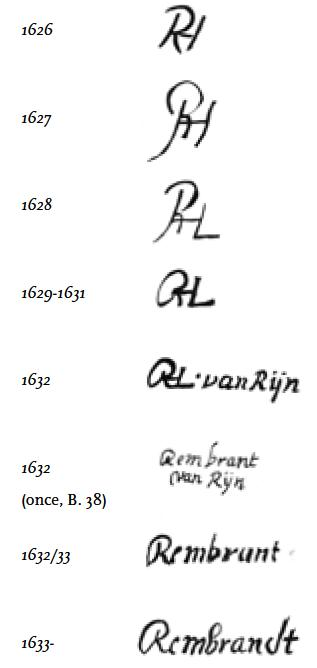
Firmas de Rembrandt publicadas por el Proyecto de Investigación Rembrandt.

El Proyecto de Investigación Rembrandt (PIR) es una iniciativa del Nederlandse Organisatie voor Wetenschappelijk Onderzoek (NWO), el Consejo Nacional de Investigación de los Países Bajos. Su propósito es organizar y categorizar las investigaciones sobre Rembrandt van Rijn con el objetivo de descubrir nuevos hechos sobre este pintor del siglo de oro neerlandés y su escuela. El proyecto comenzó en 1968 y desde entonces se ha convertido en la autoridad sobre Rembrandt y tiene la última palabra sobre si una pintura es auténtica.

## Resultados
Como resultado del proyecto, que analizó documentación, técnicas e investigación forense sobre pinturas de Rembrandt desde sus primeros años en Leiden hasta su muerte, el número de autorretratos atribuidos a Rembrandt se ha visto reducido a la mitad. Además se han atribuido más pinturas a discípulos de la escuela de Rembrandt y se ha descubierto más sobre cómo se trabajaba allí. Recientemente se han estudiado copias de pinturas de la época de Rembrandt para obtener pistas sobre si ciertas copias eran efectuadas en serie para los oficiales visitantes. Durante décadas el trabajo de Rembrandt estuvo muy demandado, y logró mantener la productividad a la par que sus altos precios al imponer un estricto control de calidad sobre el trabajo realizado en su taller.
La publicación en seis volúmenes del proyecto, A Corpus of Rembrandt Paintings es considerada la autoridad definitiva por todas las casas de subastas y marchantes que trabajan con las obras de Rembrandt y su taller. El proyecto de investigación ha resultado muy valioso para los historiadores del arte, y la falta de proyectos similares sobre otros destacados pintores holandeses, como Frans Hals, se siente profundamente entre museos y coleccionistas, que tratan de obtener el mismo tipo de sello de aprobación para sus pinturas. Sin embargo, el proyecto también ha iniciado un debate sobre la viabilidad de las atribuciones definitivas, especialmente para los pintores asociados con uno o más talleres.

### Publicaciones
- A Corpus of Rembrandt Paintings, varios autores, en seis volúmenes:

Volumen I, 1629-1631, 1982 (sobre los primeros años en Leiden)
Volumen II, 1621-1634, 1986
Volumen III, 1635-1642, 1989
Volumen IV, E. van de Wetering (editor), Self-Portraits, 2005
Volumen V, E. van de Wetering (editor), The Small-Scale History Paintings, 2010
Volumen VI, E. van de Wetering (editor), Rembrandt’s Paintings Revisited, A Complete Survey, 2014
- Ernst van de Wetering, Rembrandt: el trabajo del pintor, Publicacions de la Universitat de València, 2007, ISBN ISBN 978-84-370-6613-4

- Ernst van de Wetering, Barbara de Lange, Rembrandt in Nieuw Licht, Local World, Amsterdam, 2009, ISBN 978-84-370-6613-4.

## Concordancia con otros catálogos deRembrandt
El proyecto de investigación es también el único punto de referencia con respecto a la concordancia con otros catálogos de obras del maestro, aunque la mayoría de ellos se mencionan entre sí. A continuación se muestra una lista parcial de algunos de los catálogos citados habitualmente:
- Catálogo extraído del Registro L R. folio 29 al 39 inclusive, del Inventory of the Effects of Rembrandt Van Rhyn, depositado en la oficina de administración de propiedades insolventes de Amsterdam, 1656 (publicado en inglés por Smith, 1836)

- Beredeneerde catalogus der werken van Rembrandt van Rhyn, en van zyne leerlingen en navolgers, herkomende uit het kabinet van wylen den heer C. Ploos van Amstel, J. Cz., welke in het openbaar zullen verkogt worden (Catálogo de venta de las obras vendidas de la colección de Cornelis Ploos van Amstel el martes, 31 de julio de 1810), C. Josi, Amsterdam 1810

- Un catálogo razonado de los trabajos de los principales pintores holandeses, flamencos y franceses: En el que se incluye una breve nota biográfica de los artistas con una detallada descripción de sus obras más importantes; una nota con los precios a los que dichas pinturas han sido vendidas en el continente y en Inglaterra; una referencia a las galerías y a las colecciones privadas donde se encuentran estas obras en al actualidad; y los nombres de los artistas que gravaron sus obras, así como se adjunta una breve nota con los estudiantes e imitadores de los grandes maestros de las escuelas arriba mencionadas, Volumen 7 de Rembrandt van Rhyn, de John Smith, marchante de pinturas, 1836.

- Rembrandt, 8 volúmenes, de Wilhelm von Bode con Cornelis Hofstede de Groot, 1897–1905

- Rembrandt : Las pinturas del maestro en 643 imágenes, de Wilhelm Reinhold Valentiner y Adolf Rosenberg, 1908.

- Catálogo crítico descriptivo de los trabajos de los principales pintores holandeses del siglo XVII. Jahrhunderts (1907-1928), Volumen 6 Rembrandt, de Hofstede de Groot, 1914

- Rembrandt Paintings, de Abraham Bredius, 1935

- Rembrandt : Gemälde, de Kurt Bauch, 1966

- Rembrandt, de Bob Haak, 1968

- Rembrandt, de Horst Gerson, 1968

- Rembrandt: Un repaso completo de la lista de Bredius de 1935 con atribuciones explícitamente rechazadas y reatribuciones, 1969

- La obra pictórica completa de Rembrandt van Rijn, de Paolo Lecaldano, 1969

- Rembrandt, de Christian Tümpel, 1986

- Rembrandt: catalogo completo dei dipinti, de Leonard J. Slatkes, 1992

- El libro de Rembrandt, de Gary Schwarz, 2006

### Retrato de hombre viejo con turbante
En 1998 la feria de arte PAN Ámsterdam mostró por primera vez un Rembrandt que hasta entonces había sido atribuido a su alumno Jacques des Rousseaux. Esta pintura fue catalogada por primera vez en 1917 por Abraham Bredius, quien la reconoció como un Rembrandt. Más tarde Kurt Bauch rechazó esto basándose en una fotografía y la atribuyó a Jan Lievens sin haber visto nunca la pintura. Werner Sumowski volvió a atribuir la pintura a Rousseaux justificándolo con fotografías como refutación de los argumentos de los historiadores del arte Bauch, Jakob Rosenberg y Horst Gerson. El Proyecto de Investigación Rembrandt busca evitar este tipo de argumentos mediante la realización de atribuciones basadas en pruebas históricas y forenses. El estudio de la obra de Rembrandt incluye dibujos y grabados, así como pinturas de un amplio abanico de artistas contemporáneos de Rembrandt. El análisis de sus técnicas incluye el estudio de las pinturas y los paneles de madera que él y sus contemporáneos usaron, mientras que las radiografías de las pinturas revelan si una pintura es una copia basada en la cantidad de esbozo de la capa inferior.
El catálogo de PAN de 1998 contiene un artículo de Ernst van de Wetering con fotografías de otras representaciones del mismo hombre hechas por Jan Lievens, Gerard Dou y Jacques Rousseau (de ahí la atribución errónea). El hombre tiene claramente el mismo rostro en los cuatro retratos.

#### El padre deRembrandt
Según van de Wetering, este es el hombre al que a menudo se han referido como el padre de Rembrandt, que probablemente no era su padre, sino un oficial del gremio de los pintores de Leiden o un modelo masculino.

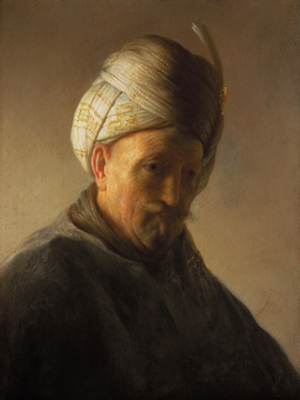
Retrato de hombre viejo con turbante, Rembrandt, c. 1625
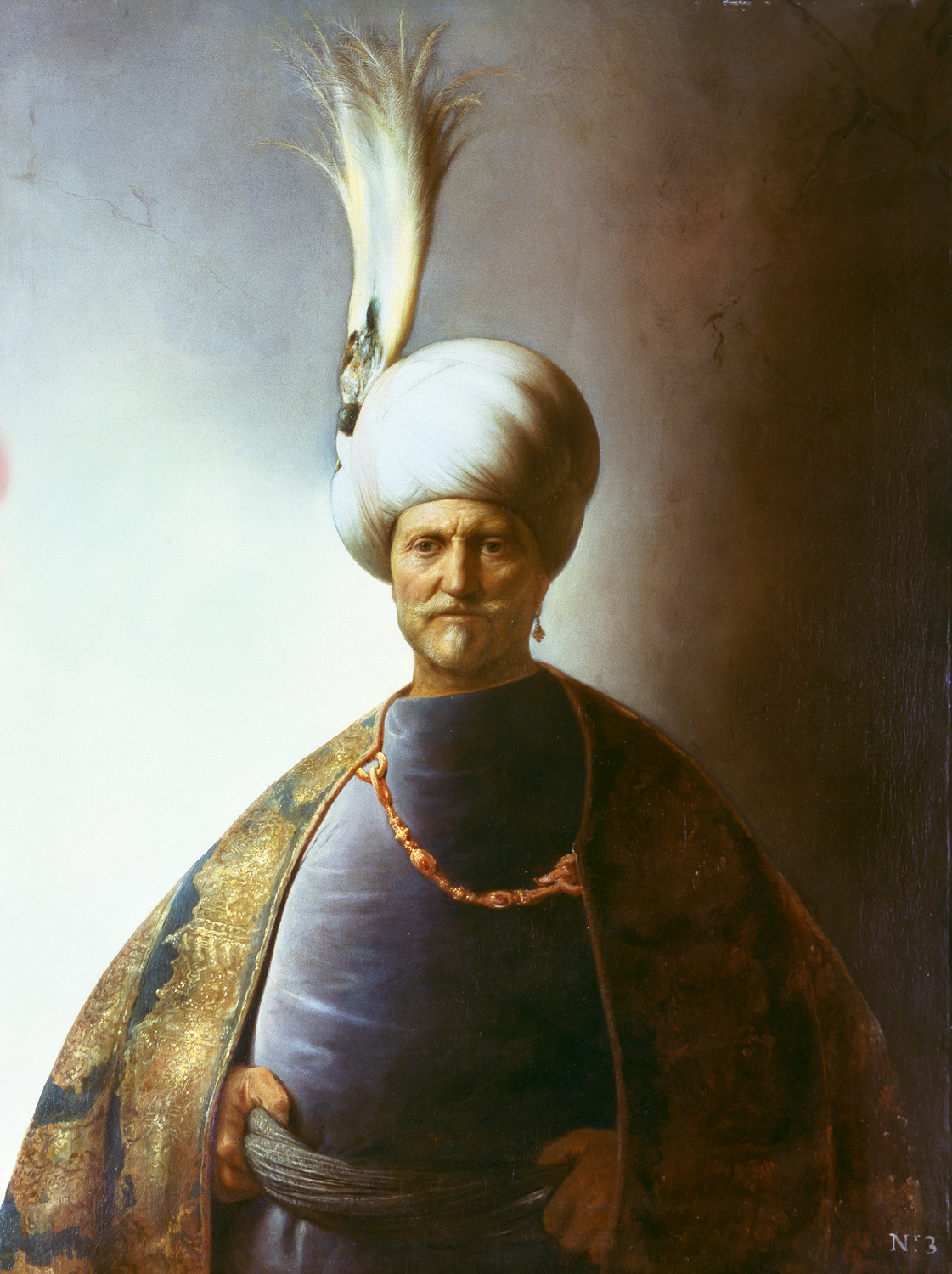
Sultan Soliman, Lievens, c. 1625
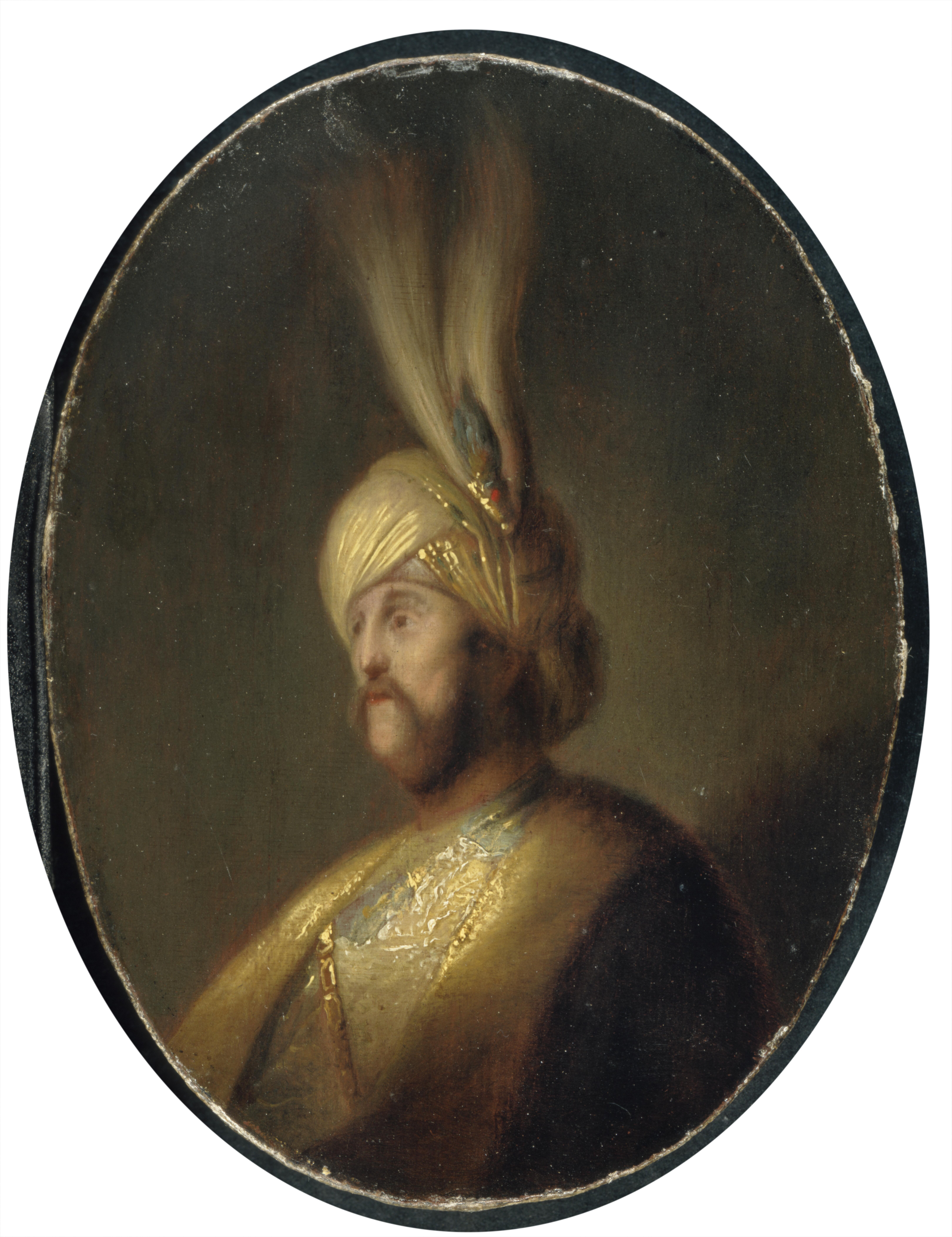
Hombre viejo con turbante, Jan Adriaensz Staveren
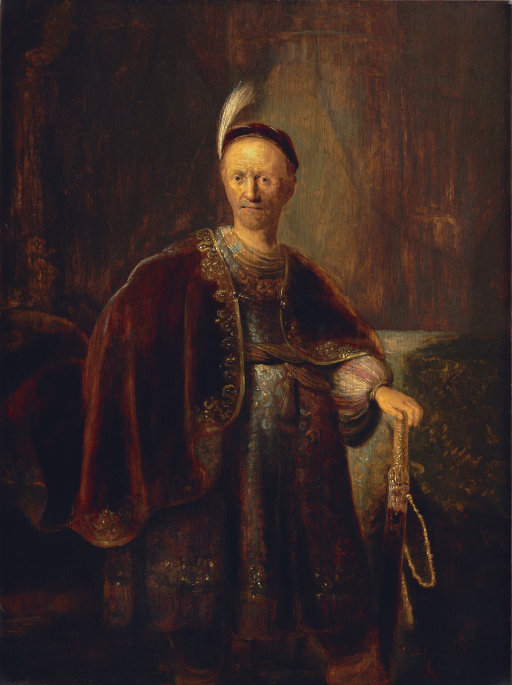
Hombre en traje oriental, Isaac de Jouderville

## Final
A principios de 2011 la Junta directiva del PIR acordó dar el proyecto por terminado a finales de 2011, aunque aproximadamente una cuarta parte de la obra de Rembrandt aún no ha sido investigada. Una razón importante para esta decisión fue la falta de investigadores dispuestos a asumir las responsabilidades del presidente del PIR, Ernst van de Wetering, que ha estado involucrado desde 1968 en el proyecto. Otra de las razones citadas es la falta de financiación, ya que el Consejo Nacional de Investigación de los Países Bajos dejó de financiar el proyecto en 1998. Sin embargo, con fondos de la fundación Mellon, el Instituto Neerlandés de Historia del Arte y el museo Mauritshuis han lanzado una iniciativa piloto llamada «La base de datos de Rembrandt» que tomará como punto de partida las investigaciones del PIR y las complementará.